# شرى تلقائي مزمن
الشرى التلقائي المزمن، يُعرف أيضًا باسم الشرى المزمن مجهول السبب، هو مجموعة من الآفات الجلدية المستمرة لأكثر من ستة أسابيع والمؤلفة من انتبارات جلدية، أو وذمات وعائية أو كليهما. يتميز الشرى التلقائي المزمن بتطور الوذمة الوعائية، أو الشرى المتكرر شديد الحكة أو كليهما. يعاني المرضى المصابين بالشرى التلقائي المزمن أيضًا من معدل وقوع أكبر لمختلف الأمراض المناعية الذاتية الأخرى. أفاد العديد من مرضى الشرى التلقائي المزمن بوجود عدد من المحرضات التي تؤدي إلى تفاقم حالتهم، بما في ذلك الضغط النفسي، والعدوى، وبعض الأطعمة ومضادات الالتهاب اللاستيرويدية.
تنجم الانتبارات والوذمة الوعائية في الشرى التلقائي المزمن عن تحلل الخلايا البدينة في البشرة. تعمل هذه الخلايا على إفراز الببتيداز، والهيستامين والسيتوكينات، بالإضافة إلى العوامل المنشطة للصفيحات وغيرها من مستقلبات حمض الأراكيدونيك الأخرى. يوجد عدد من النظريات المختلفة المتعلقة بالفيزيولوجيا المرضية للشرى المزمن، ولم تنجح الأبحاث بعد في إثبات أي منها بما لا يدع مجالًا للشك. حاولت العديد من الدراسات التحقق من صحة استخدام الاختبارات المصلية من أجل وضع أساس مناعي للمرض بالإضافة إلى نظرية المناعة الذاتية للمرض. تشمل الفرضيات الأخرى عوامل مصلية إضافية، وشذوذات الخلايا البدينة للنسج والكريات البيضاء القعدة.
تختلف الإجراءات المتخذة لتشخيص الشرى التلقائي المزمن في مختلف أنحاء العالم. مع ذلك، يتفق معظم الأطباء على أهمية الحصول على تاريخ مرضي مفصل. يكمن الهدف الرئيسي من ذلك في تحديد العوامل المحرضة للشرى إذ يُعد استبعاد هذه العوامل والتخلص منها المسار العلاجي الأكثر فعالية. تُعد الفحوصات المخبرية الأساسية، مثل البروتين المتفاعل «سي» (سي آر بّي)، وسرعة ترسب الدم (إي إس آر) ومن المحتمل العد الدموي الشامل (سي بي سي)، جوهرية من أجل الكشف عن علامات الالتهاب الجهازي واستبعاد حالات الالتهاب الذاتي بالإضافة إلى التهاب الأوعية الدموية الشروي المترافق مع أعراض جهازية.
من أجل علاج الشرى التلقائي المزمن، اقتُرح اتباع استراتيجية مكونة من شقين. يجب في البداية تحديد الأسباب و/أو العوامل المحرضة الكامنة خلف المرض من أجل استبعادها والتخلص منها. ينطوي الشق الثاني على المعالجة الدوائية، التي تهدف إلى تخفيف الأعراض. على الرغم من وجوب إزالة مصدر المشكلة باعتباره الحل الأمثل، لا يبدو هذا الأمر ممكنًا في كثير من الحالات. يجب تطبيق النهج العلاجي على ثلاثة مراحل، وفقًا للإرشادات الحالية: (1) تعاطي مضادات الهيستامين من الجيل الثاني مرة واحدة يوميًا؛ (2) زيادة الجرعة اليومية لمضادات الهيستامين من الجيل الثاني إلى أربع مرات يوميًا؛ و(3) متابعة العلاج باستخدام الأدوية غير المعتمدة لعلاج هذا المرض مثل السيكلوسبورين «إيه» أو المونتيلوكاست أو اللجوء إلى العلاج الإضافي باستخدام أوماليزوماب، الذي يمثل أحد الخيارات العلاجية المعتمدة لعلاج الشرى التلقائي المزمن.

## العلامات والأعراض
قد تتطور الوذمة الوعائية، أو الشرى المتكرر شديد الحكة أو كليهما كعلامات مميزة للشرى التلقائي المزمن. يعاني 40 إلى 50 بالمئة من مرضى الشرى التلقائي المزمن من الوذمة الوعائية. مع ذلك، يبلغ 10% فقط من المرضى عن الوذمة الوعائية باعتبارها العرض الرئيسي للمرض.
يتخذ الشرى أو الآفات الشروية عادة مظهر لويحات حمامية ذات محيط واضح ومرتفعة عن سطح الجلد. في حالة تعاطي مضادات الهيستامين، قد تظهر هذه الآفات مسطحة وذات أحجام متنوعة. قد تصيب هذه الآفات أي جزء من أجزاء الجسم، بما في ذلك مناطق ضغط الملابس على الجلد. لا تستمر الآفات نموذجيًا أكثر من 24 ساعة. قد تتداخل درجة الحكة الشديدة مع النشاطات اليومية والنوم.
تتميز الوذمة الوعائية بتطور وذمة تحت جلدية أو تحت مخاطية فردانية غير متناظرة. يعاني المرضى من تشوش الحس، مثل الوخز أو الخدر، بشكل شائع أكثر من الحكة المرافقة للشرى. تشمل أجزاء الجسم المصابة عادة كلًا من الشفتين، والعينين، والخدين والأطراف. تتطور الوذمة الوعائية عادة بشكل مترافق مع الشرى، لكن من الممكن في بعض الحالات القليلة تطور الوذمة الوعائية بمفردها كعرض وحيد.